# Grupa „Kowel”
Grupa „Kowel” – improwizowany związek taktyczny Wojska Polskiego w II Rzeczypospolitej, improwizowany w trakcie kampanii wrześniowej 1939 roku.
Sformowana z jednostek zapasowych, pododdziałów improwizowanych i części pododdziałów wycofanych z terenów zachodnich oraz rozbitków wycofujących się na teren Wołynia w okresie od 15 do 18 września 1939. Nazywana też Brygadą „Kowel”.

## Formowanie i zmiany organizacyjne
Realizując wytyczne Naczelnego Wodza WP z 11 września 1939, minister spraw wojskowych gen. dyw. Tadeusz Kasprzycki zarządził organizowanie zapór policyjnych, zamknięcie przejść dla ludności cywilnej i władz samorządowych przez Bug od Brześcia do Sokala, a następnie przez Bełz Rawę Ruską do rzeki Wereszycy i do południowej granicy państwa. Utworzono trzy odcinki: „Szack” od Brześcia do Dubienki, „Włodzimierz” od Dubienki do północnej granicy Okręgu Korpusu nr VI oraz „Stanisławów” od rzeki Dniestr do miejscowości Sławsko. I wiceminister spraw wojskowych gen. bryg. Janusz Głuchowski 11 września rozkazał zorganizowanie zapory na Bugu na odcinku Włodawa – Sokal. Zadaniem głównym było zatrzymywanie oraz zbieranie żołnierzy i pododdziałów maszerujących na wschód z rozbitych na zachodzie jednostek. Z nich miano formować oddziały uzupełnień dla wycofujących się na wschód i południe wielkich jednostek. Zapora na Bugu miała stać się też linią obrony. Na terenie objętym jurysdykcją wojskową dowódcy Okręgu Korpusu nr II gen. bryg. Mieczysława Smorawińskiego, w Kowlu mianowano dowódcą garnizonu, 13 września pomocnika dowódcy OK nr II płk. dypl. Leona Wacława Koca. Od 16 września podjął on zadanie organizacji obrony Kowla przed oddziałami niemieckiego XIX Korpusu Armijnego (mot.) atakującego od strony Brześcia nad Bugiem i Szacka. 15 września z Kowlu i okolicach przebywały oddziały i pododdziały WP:
- Komenda Garnizonu w Kowlu przeformowana w dowództwo Grupy/Brygady „Kowel”
- batalion ON „Kowel”
- 23 batalion wartowniczy
- 21 kompania asystencyjna
- 23 i 24 kompanie ckm przeciwlotniczych typu B
- batalion piechoty Ośrodka Zapasowego 3 Dywizji Piechoty Legionów ppłk Czesław Czajkowski
- część Ośrodka Zapasowego 17 Dywizji Piechoty
- część Ośrodka Zapasowego 18 Dywizji Piechoty
- oddział zbiorczy 36 Dywizji Piechoty rezerwowej
- część Ośrodka Zapasowego Artylerii Konnej nr 1
- część Ośrodka Zapasowego Artylerii Lekkiej nr 8
- Ośrodek Zapasowy Pomiarów Artylerii nr 1 ppłk Józef Kleiber
- część Ośrodka Zapasowego Saperów typ Specjalny nr 1
- część Ośrodka Zapasowego Saperów nr 2
- batalion saperów rezerwowy Centrum Wyszkolenia Saperów mjr Wacław Plewako
- kompanie mostów ciężkich nr 12 i 15
- szpital polowy nr 203.

Ponadto w pobliżu Kowla w okolicznych miastach i wsiach przebywały:
- specjalny batalion moździerzy kpt. Józefa Cebuli
- kompania czołgów 2 batalionu czołgów lekkich kpt. Konstantego Hajdenki
- część 5 baplot. typ A
- większość 101 dywizjonu artylerii plot. mjr Michała Chroł-Frołowicza
- 1107 pluton artylerii plot.[2]

Z części tych oddziałów i pododdziałów utworzył płk dypl. Leon Koc trzy zgrupowania:
- odcinek południowy ppłk. dypl. Franciszka Pokornego,
- odcinek północny ppłk dypl. Stefana Górnisiewicza,
- odwód dowódcy grupy.

Łącznie Grupa/brygada „Kowel” liczyła ok. 5000 żołnierzy częściowo bez broni, zadaniem była obrona Kowla, Ratna i mostu na Prypeci pod Kraską. Od 14 do 17 września z będących w Kowlu i okolicach oddziałów głównie zapasowych, formowano bataliony piechoty, wyposażając ich w broń amunicję, sprzęt ze składnicy uzbrojenia nr 2 w Czerkasach. Pozostała część oddziałów odeszła w kierunku południowym i weszła w skład Grupy „Włodzimierz” i Grupy „Dubno”. Codziennie lotnictwo niemieckie bombardowało miasto, a szczególnie dworze kolejowy i tory. 17 września dołączyła do Grupy „Kowel”, większość rozwiązanej Grupy „Szack”. Na rozkaz dowódcy OK nr I gen. bryg. Mieczysława Ryś-Trojanowskiego, po uzyskaniu informacji o agresji sowieckiej wydał on rozkaz o częściowej demobilizacji i oddalił się z Kowla. Zdemobilizowano żołnierzy z mniejszości narodowych ze wschodniej części II RP oraz żołnierzy nie posiadających broni. Zreorganizowana grupa została podzielona na 4 improwizowane pułki piechoty dwubatalionowe, dwa improwizowane dywizjony kawalerii.

## Działania bojowe
18 września ok. godz. 18:00 Grupa „Kowel” po częściowej demobilizacji i reorganizacji podjęła marsz w kierunku Włodzimierza Wołyńskiego. Maszerowano trzema kolumnami poprzez Lubitów i Jezierzany. Maszerujący w straży przedniej kolumny ppłk. Aleksandra Kiszkowskiego, dywizjon kawalerii rtm. Ludwika Bernsteina zlikwidował w Jezierzanach bojówkę ukraińską. W czasie marszu do Grupy dołączyła duża liczba żołnierzy z rozwiązanej tego dnia w godzinach południowych w Olesku Grupy „Szack”. Jednocześnie w momencie wymarszu z Kowla odłączyły się od Grupy „Kowel”: batalion piechoty z OZ 3 DP ppłk. Czajkowskiego, batalion saperów mjr. Plewaki, OZPA ppłk. Kleibera oraz w Lubomlu 12 i 15 kmc. Oddziały te pomaszerowały w kierunku zachodnim, do Dorohuska i Chełma.
19 września poprzez Zadyby, Tuliczów, Grupa dotarła do Kisielina. W trakcie marszu w nocy oddziały były ostrzeliwane przez bojówki dywersantów ukraińskich. W Kisielinie rozbito przez pułk ppłk. dypl. Franciszka Pokornego i dywizjon kawalerii rtm. Bernsteina bojówki komunistów i nacjonalistów ukraińskich. Ze względu na demobilizację Grupy „Włodzimierz” i zbliżających się oddziałów sowieckich, dowództwo Grupy „Kowel” podjęło decyzję marszu na zachód. O godz. 18:00 podjęto marsz przez Ozdziutycze, Tumin, Gnojno, Mohilno, Owadno w kierunku Werby. Wysłany podjazd kawalerii potwierdził zajęcie przez oddziały sowieckie Włodzimierza. W rejonie Werby przed świtem doszło do walki VII batalionu piechoty idącego na czele pułku ppłk. Pokornego z sowieckim oddziałem rozpoznawczym, batalionu rozpoznawczego 36 Lekkiej Brygady Czołgów. Atak VII batalionu z zaskoczenia wyparł sowiecki oddział z Werby i zadał straty w postaci zniszczenia i uszkodzenia czołgu i czterech samochodów pancernych. W Werbie zajął batalion obronę, osłaniając przemarsz kolumny Grupy „Kowel” od strony Włodzimierza. Po zajęciu stanowisk obronnych VII batalion prowadził wymianę ognia z oddziałem sowieckim. Jako straż przednia pułku ppłk. dypl. Pokornego maszerował w kierunku Horodła III batalion piechoty. Po osiągnięciu Horodła III batalion dokonał naprawy mostu, zapewniając możliwość przeprawy przez rzekę Bug. Kolumna Grupy była ostrzeliwana przez dywersantów ukraińskich, po ujęciu kilku z nich z bronią w ręku i ich rozstrzelaniu oraz spaleniu zagród, z których ostrzeliwano oddziały maszerującej kolumny, zapewniono spokój. Pozostałe pułki Grupy od Werby maszerowały w kierunku Bugu oddzielnie. Pułk ppłk. Kiszkowskiego przeprawił się przez Bug pod Uściługiem. Pułk ppłk. Adamusa przeprawił się przez Bug na wysokości wsi Korytnica i Bereżnica. Po pojawieniu się sowieckiego oddziału pościgowego w Horodle, most został wysadzony. Część taborów Grupy, posuwających się z tyłu, została odcięta i po walce rozbita przez oddział sowieckiej 36 LBCz.
20 i 21 września oddziały Grupy „Kowel” odpoczywały i koncentrowały się. Pułki ppłk. dypl. Pokornego i ppłk. Adamusa zajęły obronę, na wzgórzach w rejonie Lisek, frontem na wschód i południowy wschód. Wieczorem 21/22 września podjęły marsz w dwóch kolumnach w kierunku Krasnegostawu. Pierwsza kolumna z pułkami ppłk. dypl. Pokornego i ppłk. Adamusa pomaszerowały przez Annopol, Teratyn, Uchanie, Wojsławice. Druga kolumna ppłk. Kiszkowskiego przez Hrebenne, Szpikołosy, Wołajowice, Moniatycze, Neledew, Mołodziatycze na Grabowiec. Oddziały Grupy posuwały się na zachód w ślad za ustępującymi z tego terenu oddziałami niemieckimi, a przed nadciągającymi czołówkami sowieckimi. Ze składów w Chełmie ściągnięto dostępne uzupełnienie broni, amunicji, umundurowania i zaopatrzenia, ustanawiając tam Komendę Garnizonu.
Rano 22 września kolumna ppłk. dypl. Pokornego i ppłk. Adamusa dotarły do Uchania, gdzie rozbito bojówkę żydowską, rozstrzeliwując schwytanych z bronią w ręku i uwalniając kilkunastu rozbrojonych żołnierzy WP. Zatrzymano się tam na postój.
23 września Grupa „Kowel” w dalszym ciągu maszerowała, dotarła do Kolonii Czartoryja, tam na postoju oczekiwano na dołączenie kolumny ppłk. Kiszkowskiego. Wysłano rozpoznania i podjazdy kawalerii. Po uzyskaniu wiedzy o kierunkach marszu wojsk sowieckich i niemieckich podjęto marsz w kierunku północno-zachodnim. Napotkano resztki XIX Brygady Piechoty płk. dypl. Jana Korkozowicza i resztki XXIX Brygady Piechoty płk. Jana Bratro. Bataliony: saperów CWSap. i OZ 3 DP dołączyły w okolicach Chełma do Grupy płk. dypl. Władysława Płonki.
24 września rano kolumna główna Grupy „Kowel” dotarła poprzez Grabowiec, Grabowiec Górę, Wolicę Uchyńską, Skierbieszów do wsi Zabytowa, gdzie zatrzymała się w lasach. W ślad za kolumną główną maszerowała kolumna ppłk. Kiszkowskiego, docierając ostatecznie do Kryniczek niedaleko Izbicy. Dywizjon ułanów rtm. Cierpickiego jako straż tylna dotarł do rejonu Grabowca. Dywizjon kawalerii rtm. Bernsteina rozpoznawał kierunek zachodni na Gorzków.
O świcie 25 września kolumna główna podjęła marsz przez Majdan Murowany, Majdan Drewniany, Izbicę, Tarnogórę, Wirkowicę, Majdan Borowski i po postoju, przez Kolonię Borów, Czystą Dębinę i Antoniówkę docierając do rejonu Pilaszkowice, Żółkiewka. Kolumna ppłk. Kiszkowskiego pod Izbicą przy przeprawie przez Wieprz dołączyła do kolumny głównej Grupy „Kowel”. Stacjonujący w lesie w pobliżu Grabowca będący w straży tylnej, dywizjon ułanów rtm. Cierpickiego, został ostrzelany przez oddział rozpoznawczy sowieckiej 81 Dywizji Strzelców, o którego miejscu przebywania powiadomili miejscowi Żydzi. Natarcie oddziału sowieckiego prowadzone na dywizjon ułanów, spotkało się z szarżą dywizjonu, która załamała się w ogniu sowieckiej broni maszynowej. Dywizjon poniósł ciężkie straty w poległych i rannych oraz wziętych do niewoli. Ranny rtm. Eugeniusz Cierpicki, wszyscy ranni i wzięci do niewoli zostali rozstrzelani na polu walki. Dodatkowo znajdująca się w pobliżu część 903 szpitala polowego, została przez sowietów wymordowana, to jest 20 rannych żołnierzy, 2 lekarzy i 4 sanitariuszy.
26 września doszło do spotkania w Wierzbicy i ponownego w Sobieskiej Woli dowódców Grup „Kowel”, „Chełm” i „Niemen” z płk. dypl. Tadeuszem Zieleniewskim, który objął dowództwo nad wszystkimi zgrupowaniami. Grupa „Kowel” zatrzymała się na postój we wsiach Bychawa, Kosarzew, Krzczonów, Giełczew.
27 września wszystkie oddziały odpoczywały, podjęto decyzję przebicia się całego zgrupowania na południe w kierunku granicy węgierskiej. Płk dypl. Tadeusz Zieleniewski wydał rozkazy na trzy dni dla Grupy „Kowel” i innych. Zredukowano znacznie tabory.
28 września Grupa „Kowel” wyruszyła w dwóch kolumnach: wschodniej z podgrupami ppłk. dypl. Pokornego, ppłk. Adamusa, po trasie Zakrzew, Batorz Ordynacki, Wierzchowiska w kierunku Modliborzyc i zachodniej z podgrupy ppłk. Kiszkowskiego wzmocnionej dywizjonem kawalerii rtm. Bernsteina, po trasie Polichna Góra, Kosarzew, Wolę Gałęzowską, Zakrzówek, Sulów. W trakcie marszu do dywizjonu kawalerii dołączył szwadron 4/7 puł. z dwiema armatami ppanc. Oddziały maszerowały bez styczności z oddziałami nieprzyjacielskimi, w deszczu. Na postój zatrzymały się w Batorzu Ordynackim i Zakrzówku.
29 września kolumna wschodnia kontynuowała dalszy marsz do Modliborzyc, kolumna zachodnia przez Blinów, stację kolejową Szastarka na Potok Wielki, Zaklików. Idący w straży przedniej dywizjon kawalerii rtm. Bernsteina starł się z niemiecką kolumną zmotoryzowaną na drodze Kraśnik – Janów Lubelski. Kolumna niemiecka wsparta przez pododdział piechoty z Szastarki, ostrzał artylerii i dwa samoloty, zmusiły szwadrony ułanów i szwoleżerów do odwrotu ze stratami. Dywizjon wycofał się do Grupy „Niemen”. Na stację Szastarka natarcie wykonał batalion piechoty ppłk. dypl. Stefana Górnisiewicza, na Polichnę Górną podgrupa ppłk. Kiszkowskiego. Stacja kolejowa Szastarka została opanowana. Po kilku godzinach niemieckie kontrnatarcie w sile czterech batalionów, przy wsparciu dwóch dywizjonów artylerii z 27 Dywizji Piechoty wyparło bataliony ppłk. Górnisiewicza i ppłk. Kiszkowskiego z opanowanych przez nich przedmiotów terenowych, zadano duże straty obu walczącym batalionom. Bój zakończył się ok. godz. 19:00. Grupa pomaszerowała w kierunku wschodnim, gdzie po zmroku jej oddziały starły się z rozpoznaniem sowieckiej 14 Dywizji Kawalerii.
W nocy 29/30 września grupa zajęła kwatery w rejonie wsi: Pasieka, Antolin, Wierzchowiska na północ od Modliborzyc. Dywizjon kawalerii rtm. Bernsteina wraz z Grupą „Niemen” po południu uderzył w szyku konnym na Janów Lubelski i wraz z piechotą grupy zdobył miasto.
O świcie 30 września Grupa „Kowel” wyruszyła w jednej kolumnie drogą gruntową przez Andrzejów i Rataj Ordynacki w kierunku Janowa Lubelskiego. W straży przedniej poruszała się podgrupa ppłk. dypl. Pokornego, a za nią podgrupa ppłk. Adamusa, a w straży tylnej podgrupa ppłk. Kiszkowskiego. Przed Janowem Lubelskim, zajętym w międzyczasie przez niemiecki 40 pp, doszło do walki z dwiema niemieckimi kompaniami piechoty. Po utarczce osłaniane przez podgrupę ppłk. dypl. Pokornego pod Janowem Lubelskim pozostałe oddziały Grupy „Kowel” pomaszerowały do miejscowości Branew pod ogniem artylerii niemieckiej, osiągając ją wieczorem. Następnie oddziały Grupy maszerowały w jednej kolumnie do Krzemienia. Za Krzemieniem przed Kocudzą bataliony ppłk. Kiszkowskiego i ppłk. dypl. Górnisiewicza wykonały natarcie na obsadzający pozycje sowiecki 445 pułk strzelców 140 DS. W wyniku natarcia sowiecka piechota wycofała się do wsi Konstantów i Dzwola. Większość Grupy „Kowel” przeszła przez Krzemień i skierowała się na Flisy. Sowiecki kontratak odciął ostatnie pododdziały podgrupy ppłk. Aleksandra Kiszkowskiego, które dostały się do sowieckiej niewoli lub odskoczyły na północny zachód i się rozproszyły. Podgrupa ppłk. dypl. Stefana Górnisiewicza została rozbita przez czołgi sowieckie, lecz w dużej części przedarła się. Podgrupa ppłk. Władysława Adamusa i podgrupa ppłk. Aleksandra Kiszkowskiego maszerowały wschodnią lizjerą lasów obok Krzemienia, tam natrafiły na linie obrony wojsk sowieckich. Obie grupy dostały się pod ostrzał broni maszynowej i artylerii. Podgrupa ppłk. Adamusa poniosła bardzo duże straty, podgrupa ppłk. Kiszkowskiego w większości przedarła się, odbijając w kierunku zachodnim.
Około północy 29/30 września we wsi Flisy zebrały się oddziały Grupy „Kowel”. Rano podjęły marsz do rejonu wsi Momoty, gdzie zbierały się pozostałe Grupy pod ogólnym dowództwem płk. dypl. Tadeusza Zieleniewskiego. Dokonano rozpoznania dalszej drogi w kierunku południowym, ustalono, iż na rzece San istnieją niemieckie umocnienia polowe obsadzone przez liczną niemiecką piechotę i artylerię.
Płk Zieleniewski w nocy 30 września/1 października podpisał kapitulację przed sowiecką 140 DS. Grupa „Kowel” miała złożyć broń w Momotach Górnych lub Bukowcu rano 2 października. Część żołnierzy zakopała lub zniszczyła broń, część przedarła się przez pierścień okrążenia sowiecko-niemieckiego.

## Obsada personalna Grupy „Kowel”
Dowództwo i skład organizacyjny 13-16 IX 1939:
- dowódca Grupy/Brygady – płk dypl. Leon Wacław Koc
- szef sztabu ppłk dypl. Jan Lamers
- dowódca artylerii – mjr Zygmunt Fischer
- kwatermistrz – mjr Maksymilian Lewin
- szef uzbrojenia – płk st. spocz. Walerian Sikorski
- dowódca odcinka północnego – ppłk dypl. Stefan Górnisiewicz
  - II batalion piechoty
  - IV batalion piechoty
  - VI batalion piechoty
  - kompania kolarzy
  - sześć czołgów 7TP
- dowódca odcinka południowego – ppłk dypl. Franciszek Pokorny
  - I batalion piechoty – kpt. Lucjan Rowiński, kpt. Seweryn Lewicki
  - III batalion piechoty – kpt. Stanisław Ciepliński, kpt. Władysław Tyszkiewicz
  - V batalion piechoty – ppłk Czesław Czajkowski
  - VII batalion piechoty – mjr Józef Irzykiewicz
  - kompania kolarzy – kpt. Feliks Hospod
  - kompania policyjno-wojskowa – podkom. Wacław Turkowski
  - szwadron kawalerii – por. Antoni Władysław Kawecki
  - pluton konny żandarmerii – ppor. rez. Zbigniew Brzozowski
  - pluton artylerii piechoty
  - pięć czołgów 7 TP
- dywizjon artylerii 3 baterie piesze 75 mm i 100 mm, bateria armat 105 mm, bateria armat plot. 40 mm.

Dowództwo i skład organizacyjny 13-18 IX 1939:
- dowódca Grupy/Brygady – płk dypl. Leon Wacław Koc
- szef sztabu ppłk dypl. Jan Lamers
- oficer operacyjny – kpt. Miłosz Krzywkowski
- dowódca artylerii – mjr Zygmunt Fischer
- kwatermistrz – mjr Maksymilian Lewin
- szef uzbrojenia – płk st. spocz. Walerian Sikorski
- podgrupa (pułk) piechoty – ppłk Aleksandra Kiszkowskiego 2 bataliony piechoty (skład OZ 17 DP, OZN 16 pp, żołnierze z rozbitych jednostek),
- podgrupa (pułk) piechoty – ppłk Władysława Adamusa 2 bataliony piechoty (skład OZ 9 DP),
- podgrupa (pułk) piechoty – ppłk dypl. Franciszek Pokorny 2 bataliony (skład pozostałości 36 DP rez.[ok.1000 żołnierzy], rozbitkowie 12 DP)
- podgrupa (pułk) piechoty – ppłk dypl. Stefan Górnisiewicz 2 bataliony (skład OZ Sap nr 1 i nr 2, żołnierze rozbitych jednostek i kompanii samodzielnych)
- oddział (pułk) kawalerii – mjr Bohdana Klaudiusz Sawickiego
  - dywizjon – rtm. rez. Ludwik Bernstein
    - szwadron 7 puł. – rtm rez. Ludwik Bernstein
    - szwadron 1 pszw. – rtm. Jan Ciurlik-Nowiński

  - dywizjon – rtm. Eugeniusz Cierpicki (zniszczony 25 IX)
    - szwadron 27 puł. – rtm. Eugeniusz Cierpicki
    - szwadron 7 puł. – ppor. rez. Antoni Chorąży[20][3]
- bateria artylerii ciężkiej (3-4 armaty 105 mm wz.1913)[21]

Dowództwo i skład organizacyjny 19 IX – 2 X 1939:
- dowódca Grupy/Brygady – płk dypl. Leon Wacław Koc
- szef sztabu ppłk dypl. Jan Lamers
  - oficer operacyjny – kpt. Miłosz Krzywkowski
  - oficer informacyjny – kpt. Marian Mirosław Głowiński[23]
  - oficer łączności – kpt. Jerzy Majewski[23]
- dowódca artylerii – mjr Zygmunt Fischer
- kwatermistrz – mjr Maksymilian Lewin
- szef uzbrojenia – płk st. spocz. Walerian Sikorski
- lekarz grupy – ppłk dr med. Kazimierz Rytter[23]
- podgrupa – ppłk. Aleksandra Kiszkowskiego jeden batalion (z OZ 17 DP),
- oficer sztabu – kpt. dypl. Bolesław Lewiński
  - batalion piechoty –
  - dowódca kompanii „Tarnów” (16 pp) – kpt. Mikołaj Pietrasz[23]
  - dowódca kompanii – por. Władysław Stasiak[23]
  - dowódca kompanii „Bydgoszcz” (61 pp) – kpt. rez. Mieczysław Mrówczyński[23]

przydział nieustalony: por. rez. Tadeusz Wierzbicki
- dywizjon kawalerii – rtm. rez. Ludwik Bernstein 2 szwadrony (z 7 puł. i 1 pszw.) od 28 IX 3 szwadrony (szwadron 4/7 puł)[24]
- podgrupa – ppłk. Władysława Adamusa 2 bataliony piechoty (z OZ 9 DP),
  - batalion piechoty – mjr st. spocz. Konrad Żelazny,
  - batalion piechoty – mjr st. spocz. Zbyszewski[25]
- podgrupa – ppłk. dypl. Franciszek Pokornego 3 bataliony (z żołnierzy 36 DP rez., 12 DP i różnych Ośrodków Zapasowych),
  - batalion piechoty (z OZSap. nr 2) – kpt. Stanisław Ciepliński, kpt. Władysław Tyszkiewicz
    - adiutant batalionu – ppor. Wiesław Wybraniec[26]
    - dowódca kompanii – ppor. Stanisław Certowicz[26]
    - dowódca kompanii – por. rez. Mieczysław Rey[26]

  - batalion piechoty – mjr Józef Irzykiewicz
  - batalion piechoty – kpt. Strzelecki?[26]
- podgrupa ppłk. dypl. Stefana Górnasiewicza[27]
  - batalion piechoty – kpt. Seweryn Lewicki
  - batalion piechoty – kpt. Józef Polkowski
- bateria artylerii ciężkiej (3-4 armaty 105 mm wz.1913)[21] lub (2 armaty 105 mm wz.1913 i 1 armata 75 mm wz.1897)[28]